# جورج بولد
جورج بولد (انگلیسی: George Bould؛ 23 March 1887 – ۱۹۵۸ (۷۰−۷۱ سال)) بازیکن فوتبال بود.